# Fédération autrichienne d'athlétisme
La Fédération autrichienne d'athlétisme (en allemand Österreichischer Leichtathletik-Verband, ÖLV) est la fédération d'athlétisme de l'Autriche, affiliée à l'Association européenne d'athlétisme et à World Athletics. Son siège est à Vienne.
Alors en Autriche-Hongrie, la création du premier club d'athlétisme viennois, le Wiener AC (WAC), remonte au 21 septembre 1896, peu après la célébration des Jeux de l'ère moderne à Athènes. En 1902, est créée la fédération de l'Empire austro-hongrois.